# Szanada Hirojuki
Szanada Hirojuki (真田広之; Hepburn: Sanada Hiroyuki), születési nevén Simoszava Hirojuki (下澤 廣; Hepburn: Shimosawa Hiroyuki), (Sinagava, Tokió, 1960. október 12. –) Golden Globe- és kétszeres Primetime Emmy-díjas japán színész. Színpadi színész is, japán és brit színdarabokban játszik. Ázsiában leginkább Taszogare Szeibei (Az alkonyat harcosa) és a Lear király darabban a Bolond szerepéről ismert, amikért figyelemre méltó színházi elismerét kapott az Egyesült Királyságban.
Első nagy hollywoodi bemutatkozását a kardforgató Udzsio megformálása volt Az utolsó szamurájban, később pedig olyan amerikai filmekben is feltűnt, mint a Farkas, a 47 Ronin, az Élet, Mortal Kombat és Gyilkos járat. A 2024-ben bemutatott, James Clavell azonos című regénye alapján készült A sógun című mini-sorozatban a Tokugava Iejaszuról mintázott Yoshi Toranaga nagyurat keltette életre.

## Élete és pályafutása
Szanada Tokióban született. Eredeti terve szerint mindig is akciószínész akart lenni, ezért elkezdte a Shorinji Kempo harcművészetet, később pedig kitanulta a Kjokusin karatét. Szanada tizenegy éves korában kezdett edzeni a harcművész és színész Sonny Csiba japán klubjában, ahol jó harcművészeti képességeket fejlesztett ki, így hamar Csiba pártfogoltjává vált. Szanada harcművészeti filmkarrierjét Michelle Yeoh színésznővel kezdte, akivel együtt szerepelt a Royal Warriors-ban, majd később a Danny Boyle által rendezett Napfény című filmben. Régóta barátságban áll Jackie Channel. Japánon nevén kívül Szanadát fiatalabb korában gyakran hívták Henry Szanada, Harry Szanada vagy Duke Szanada néven.
Szanada bölcsészdiplomát szerzett a Nihon Egyetemen. 1980 és 1991 között Szanada énekesként kiadott egy albumot és kislemezt Japánban; ezek közül több olyan filmekhez, tévéműsorokhoz vagy színpadi produkciókhoz volt kötve, amelyben szerepelt. 2010-ben és 2011-ben összeállítások jelentek meg filmjeihez és popslágereihez tartozó dalairól.
Szanada olyan karakter színésznek bizonyult, aki ügyesen játszik különféle szerepeket. Először komoly színészként figyeltek fel rá, és szerepelt Vada Makoto rendezésével készült Madzsong hóróki című filmben. Azóta több Vada-filmben játszott; humorral és klasszikus filmek iránti nosztalgiával teli művekben leginkább.
1999-ben és 2000-ben a Royal Shakespeare Companyban (RSC) lépett fel a Lear király című darabban, amiért 2002-ben megtisztelő érdemrendet jutalmaztak neki, arra hivatkozva, hogy "hozzájárult a brit kultúra terjesztéséhez Japánban, a közös Shakespeare-produkcióban nyújtott teljesítményével." Egyes médiában tévesen állították azt, hogy Szanada megkapta az érdemrend kitüntetést, amiért ő volt az első japán színész, aki fellépett az RSC-ben, de Togo Igava jóval korábban, 1986-ban csatlakozott a társulathoz.
Szanada híresebb filmjei közé tartozik az Alkony harcosa, a Kör, a Kaitó Ruby és Az utolsó szamuráj. Szanada Macudát (a japán imperialistát, aki barátkozik Ralph Fiennes karakterével, Todd Jacksonnal) alakította a 2005-ös James Ivory rendezésében készült A fehér grófnő című filmben. Főszerepet játszott Guangming tábornokként az Az ígéret című kínai filmben, amelyet Csen Kaj-ko rendezett. 2007-ben a Csúcsformában 3.-ban játszott Jackie Chan és Chris Tucker mellett, valamint a Az otthon túl messze van (2009) filmdrámában, amelyben Anthony Hopkins karakterének, Adam Gundnak a fiatalabb szerelmét alakította.
Szanada 2010-ben csatlakozott az ABC-s Lost – Eltűntek tévésorozat szerepgárdájához, a hatodik és egyben utolsó szezonhoz. Ő alakította Dogent, A Többiek magas rangú tagját. 2013-ban Keanu Reeves mellett a 47 Roninban (az első angol nyelvű adaptáció, a csúsingura legenda japán leghíresebb meséje szamurájhűségről és a bosszúról) kapott szerepet, és Shingen Yashidaként a Farkasban játszott Hugh Jackmannal szemben.
Szanada a Takehaja japán haditengerészet egykori tisztje és legendás kalózkapitánya volt a pestis utáni Ázsiában, a The Last Ship apokaliptikus drámasorozatban. Továbbá szerepelt a 2017-es Élet sci-fi filmben Jake Gyllenhaal, Rebecca Ferguson és Ryan Reynolds mellett, és kisebb szerepet (Akihiko) kapott a Bosszúállók: Végjátékban (2019). 2019 augusztusában csatlakozott a Mortal Kombat remakejének egyik legikonikusabb szerepére, mint Scorpion. A filmet tervek szerint 2021 áprilisában mutatják be a mozikban és az HBO Maxon.

## Filmográfia

### Filmek
| Év   | Cím / Japán cím                                                                   | Szerep                        | Magyar hang           | Rendező(k)                     |
| ---- | --------------------------------------------------------------------------------- | ----------------------------- | --------------------- | ------------------------------ |
| 1966 | Game of Chance (浪曲子守唄)                                                       | Endó Kenicsi                  |                       | Takamori Rjúicsi (鷹森立一)    |
| 1967 | Game of Chance 2 (続 浪曲子守唄)                                                  | Endó Kenicsi                  |                       | Takamori Rjúicsi (鷹森立一)    |
| 1967 | Game of Chance 3: Lullaby for My Son (出世子守唄)                                 | Endó Kenicsi                  |                       | Takamori Rjúicsi (鷹森立一)    |
| 1969 | Abashiri Prison: Drifter at the Edge of the World (新網走番外地 さいはての流れ者) | Sóicsi                        |                       | Isii Teruo (石井輝男)          |
| 1970 | Legacy of Honor (遊侠列伝)                                                        | Kavamata Icsiró               |                       | Ozava Sigehiro (小沢 茂弘)     |
| 1970 | Brutal Tales of Chivalry 7 (昭和残侠伝 死んで貰います)                            | Hanada Jaszuo                 |                       | Makino Maszahiro (マキノ雅弘)  |
| 1974 | The Executioner (直撃! 地獄拳)                                                    | fiatal Kóga Rjúicsi           |                       | Isii Teruo (石井輝男)          |
| 1978 | Öld meg a sógunt! – A sógun szamurájai Shogun's Samurai (柳生一族の陰謀)          | Hajate                        |                       | Fukaszaku Kindzsi (深作欣二)   |
| 1978 | Üzenet az űrből Message from Space (宇宙からのメッセージ)                         | Siró Hongó                    | Maros Gábor           | Fukaszaku Kindzsi (深作欣二)   |
| 1979 | Szanada jukimura no bórjaku (真田幸村の謀略)                                      | Mijosi Isza-Njúdó             |                       | Nakadzsima Szadaó (中島貞夫)   |
| 1979 | Időcsúszás G.I. Samurai (戦国自衛隊)                                              | Takeda Kacujori               |                       | Szaitó Kószei (斎藤光正)       |
| 1979 | Tonda Couple (翔んだカップル)                                                     | Hosida                        |                       | Szómai Sindzsi (相米慎二)      |
| 1979 | Öld meg a sógunt! – A sógun nindzsái Shogun's Ninja (忍者武芸帖 百地三太夫)       | Momocsi Takamaru              | Csernák János         | Szuzuki Norifumi (鈴木則文)    |
| 1981 | Szamuráj reinkarnáció Samurai Reincarnation (魔界転生)                            | Iga no Kirimaru               |                       | Fukaszaku Kindzsi (深作欣二)   |
| 1981 | Roaring Fire (吼えろ鉄拳)                                                         | Hibiki Dzsódzsi/Hinohara Tóru |                       | Norifumi Suzuki (鈴木則文)     |
| 1981 | The Kamikaze Adventurer (冒険者カミカゼ -ADVENTURER KAMIKAZE-)                    | Hosino Akira                  |                       | Takamori Rjúicsi (鷹森立一)    |
| 1981 | The Blazing Valiant (燃える勇者)                                                  | Joe                           |                       | Dobasi Tóru (土橋亨)           |
| 1982 | Lovers Lost (道頓堀川)                                                            | Jaszuoka Kunihiko             |                       | Fukaszaku Kindzsi (深作欣二)   |
| 1982 | Ninja in the Dragon's Den ((kínaiul))                                             | Genbu                         |                       | Corey Yuen ((kínaiul))         |
| 1982 | Kényszerű kaszkadőr Fall Guy (蒲田行進曲)                                         | Önmaga (cameoszerep)          |                       | Fukaszaku Kindzsi (深作欣二)   |
| 1982 | Ninja Wars (伊賀忍法帖)                                                           | Dzsótaró                      |                       | Szaitó Kószei (斎藤光正)       |
| 1983 | Kabamaru the Ninja (伊賀野カバ丸)                                                 | Medzsiro Sizune               |                       | Szuzuki Norifumi (鈴木則文)    |
| 1983 | A nyolc szamuráj legendája Legend of the Eight Samurai (里見八犬伝)               | Inue Sinbei                   | Kaszás Attila         | Fukaszaku Kindzsi (深作欣二)   |
| 1984 | The Street of Desire (彩り河)                                                     | Tanaka Dzsódzsi               |                       | Mimura Haruhiko (三村晴彦)     |
| 1984 | Kótaró Makaritóru! (コータローまかりとおる！)                                     | Josioka Tacuja                |                       | Szuzuki Norifumi (鈴木則文)    |
| 1984 | Madzsong hóróki (麻雀放浪記)                                                      | Bója Tecu                     |                       | Vada Makoto (和田誠)           |
| 1985 | Kamui tőre The Dagger of Kamui (カムイの剣)                                       | Dzsiro (hangja)               |                       | Rintaro (りんたろう)           |
| 1986 | House on Fire (火宅の人)                                                          | Nakahara Csúja                |                       | Fukaszaku Kindzsi (深作欣二)   |
| 1986 | Inuzdsi ni szesi mono (犬死にせしもの)                                            | Sigesza                       |                       | Izucu Kazujuki (井筒和幸)      |
| 1986 | Cabaret (キャバレー)                                                              | Tanokura                      |                       | Haruki Kadokawa (角川春樹)     |
| 1986 | Ultra Force – Hivatásos gyilkosok In the Line of Duty: Royal Warriors ((kínaiul)) | Kenji "Peter" Yamamoto        | Boros Zoltán          | David Chung                    |
| 1987 | Sure Death 4: Revenge (必殺ＩＶ 恨みはらします)                                   | Okuda Ukjónoszuke             |                       | Fukaszaku Kindzsi (深作欣二)   |
| 1988 | Kaitó Ruby (快盗ルビイ)                                                           | Hajasi Tóru                   |                       | Vada Makoto (和田誠)           |
| 1989 | Who Do I Choose? (どっちにするの。)                                               | Jamamoto Dzsun                |                       | Kaneko Súszuke (金子修介)      |
| 1990 | Sárga agyarak Yellow Fangs (リメインズ_美しき勇者たち)                            | Eidzsi                        | Kautzky Armand        | Sonny Chiba (千葉真一)         |
| 1990 | Let's Go to the Hospital (病院へ行こう)                                           | Sintani Kóhei                 |                       | Takita Jódzsiró (滝田洋二郎)   |
| 1990 | Tugumi (つぐみ)                                                                   | Kjóicsi                       |                       | Icsikava Dzsun (市川準)        |
| 1992 | Succession (継承盃)                                                               | Josinari Maszakazu            |                       | Ómori Kazuki (大森一樹)        |
| 1992 | Let's Go to the Hospital 2 (病は気から 病院へ行こう２)                            | Katakura Icsiró               |                       | Takita Jódzsiró (滝田洋二郎)   |
| 1993 | Nem vagyunk egyedül We Are Not Alone (僕らはみんな生きている)                     | Takahasi Keiicsi              |                       | Takita Jódzsiró (滝田洋二郎)   |
| 1993 | Nemuranai macsi: Sinzdsuku szame (眠らない街 新宿鮫)                              | Szamedzsima Takasi            |                       | Takita Jódzsiró (滝田洋二郎)   |
| 1994 | Uneasy Encounters (怖がる人々)                                                    | férfi                         |                       | Vada Makoto (和田誠)           |
| 1994 | Hero Interview (ヒーローインタビュー)                                             | Todoroki Dzsinta              |                       | Micuno Micsio (光野道夫)       |
| 1994 | Crest of Betrayal (忠臣蔵外伝 四谷怪談)                                           | Takumi-no-kami Aszano         |                       | Fukaszaku Kindzsi (深作欣二)   |
| 1994 | 119 (119)                                                                         |                               |                       | Takenaka Naoto (竹中直人)      |
| 1995 | Saraku (写楽)                                                                     | Tonbo                         |                       | Sinoda Maszahiro (篠田正浩)    |
| 1995 | East Meets West                                                                   | Kamidzsó Kenkicsi             |                       | Okamoto Kihacsi (岡本喜八)     |
| 1995 | Emergency Call (緊急呼出し エマージェンシー・コール)                              | Harada Hidejuki               |                       | Ómori Kazuki (大森一樹)        |
| 1998 | Kör Ring (リング)                                                                 | Takajama Rjúdzsi              | Selmeczi Roland       | Nakata Hideo (中田秀夫)        |
| 1998 | A spirál Spiral (らせん)                                                          | Takajama Rjúdzsi              | Selmeczi Roland       | George Iida (飯田譲治)         |
| 1998 | Murder on D Street (Ｄ坂の殺人事件)                                               | Fukija Szeiicsiró             |                       | Dzsisszódzsi Akio (実相寺昭雄) |
| 1998 | Tadon to csikuva (たどんとちくわ)                                                 | Aszami                        |                       | Icsikava Dzsun (市川準)        |
| 1999 | A kör 2. – A félelem Ring 2 (リング２)                                            | Takajama Rjúdzsi              | Selmeczi Roland       | Nakata Hideo (中田秀夫)        |
| 2000 | Első szerelem First Love (はつ恋)                                                 | Fudzsiki Sinicsiró            |                       | Sinohara Tecuo (篠原哲雄)      |
| 2001 | Minna no ie (みんなのいえ)                                                        | Bartender                     |                       | Mitani Kóki (三谷幸喜)         |
| 2001 | Round About Midnight (真夜中まで)                                                 | Morijama Kódzsi               |                       | Vada Makoto (和田誠)           |
| 2001 | Onmjódzsi (陰陽師)                                                                | Dószon                        |                       | Takita Jódzsiró (滝田洋二郎)   |
| 2002 | Vengeance for Sale (助太刀屋助六)                                                 | Szukeroku szukedacsi-ja       |                       | Okamoto Kihacsi                |
| 2002 | Az alkonyat harcosa The Twilight Samurai (たそがれ清兵衛)                         | Igucsi Szeibei                | Széles László         | Jamada Jódzsi (山田洋次)       |
| 2003 | Az utolsó szamuráj The Last Samurai                                               | Udzsio                        |                       | Edward Zwick                   |
| 2005 | Aegis (亡国のイージス)                                                            | Szengoku Hiszasi              |                       | Szakamoto Dzsundzsi            |
| 2005 | A fehér grófnő The White Countess                                                 | Macuda                        | Kamarás Iván          | James Ivory                    |
| 2005 | Az ígéret The Promise                                                             | Guangming tábornok            |                       | Csen Kaj-ko                    |
| 2007 | Napfény Sunshine                                                                  | Kaneda                        | Debreczeny Csaba      | Danny Boyle                    |
| 2007 | Csúcsformában 3. Rush Hour 3                                                      | Kendzsi                       | Varga Gábor           | Brett Ratner                   |
| 2008 | Speed Racer – Totál turbó Speed Racer                                             | Mr. Musha                     | Király Attila         | Wachowski testvérek            |
| 2009 | Az otthon túl messze van The City of Your Final Destination                       | Pete                          | Csík Csaba Krisztián  | James Ivory                    |
| 2012 | Tenchi: The Samurai Astronomer (天地明察)                                         | Narrátor                      |                       | Takita Jódzsiró (滝田洋二郎)   |
| 2013 | Farkas The Wolverine                                                              | Jasida Singen                 | Forgács Péter         | James Mangold                  |
| 2013 | A háború démonjai The Railway Man                                                 | Nagasze Takasi                | Koncz István          | Jonathan Teplitzky             |
| 2013 | 47 Ronin                                                                          | Óisi Josio                    | Epres Attila          | Carl Rinsch                    |
| 2015 | Mr. Holmes                                                                        | Umezaki Tamiki                | Láng Balázs           | Bill Condon                    |
| 2015 | Minyonok Minions                                                                  | Dumo, a szumós (hangja)       | Kapácsy Miklós        | Pierre Coffin és Kyle Balda    |
| 2017 | Élet Life                                                                         | Murakami Só                   | Kolovratnik Krisztián | Daniel Espinosa                |
| 2018 | The Catcher Was a Spy                                                             | Kavabata                      |                       | Ben Lewin                      |
| 2019 | Bosszúállók: Végjáték Avengers: Endgame                                           | Akihiko                       | eredeti nyelven       | Russo testvérek                |
| 2020 | Minamata                                                                          | Jamazaki Micuo                |                       | Andrew Levitas                 |
| 2021 | Mortal Kombat                                                                     | Hanzo Haszasi / Scorpion      | Debreczeny Csaba      | Simon McQuoid                  |
| 2021 | A halottak hadserege Army of the Dead                                             | Hunter Bly                    | Csík Csaba Krisztián  | Zack Snyder                    |
| 2022 | A gyilkos járat Bullet Train                                                      | A Bölcs                       | Kaszás Gergő          | David Leitch                   |
| 2023 | John Wick: 4. felvonás John Wick: Chapter 4                                       | Shimazu Koji                  | Forgács Péter         | Chad Stahelski                 |
| 2023 | John Wick: 4. felvonás John Wick: Chapter 4                                       | Shimazu Koji                  | Háda János            | Chad Stahelski                 |
| 2025 | Mortal Kombat II. Mortal Kombat II                                                | Hanzo Hasashi / Scorpion      |                       | Simon McQuoid (2.)             |